# Rammsteins diskografi
Rammstein är ett tyskt Neue Deutsche Härte-band från Berlin, grundat i januari 1994. Bandet består av sångaren Till Lindemann, gitarristerna Richard Z. Kruspe och Paul H. Landers, basisten Oliver "Ollie" Riedel, trumslagaren Christoph "Doom" Schneider och keyboardisten Christian "Flake" Lorenz. De har hittills släppt åtta studioalbum, 39 singlar och 33 musikvideor, där deras debutalbum, Herzeleid, lanserades 1995. Detta album nådde som bäst plats 6 på den tyska topplistan och har sedan det släpptes uppnått platinastatus i bland annat Europa.
Rammsteins genombrott kom 1997, först när två av deras låtar ("Heirate mich" och "Rammstein") spelades i David Lynchs film Lost Highway och senare när de lanserade sitt andra studioalbum Sehnsucht. Singlarna "Engel" och "Du hast" blev i synnerhet populära från detta album, som bäst nådde plats 1 på de tyska och österrikiska topplistorna. Bandets tredje studioalbum, Mutter, blev även det framgångsrikt och nådde som bäst plats 1 på de tyska, österrikiska och schweiziska topplistorna.
Rammstein lanserade 2004 Reise, Reise och 2005 Rosenrot. Båda albumen rönte framgångar även om Rosenrot fick viss negativ kritik eftersom det ansågs bestå av låtmaterial som blev över från inspelningen av Reise, Reise, något bandet har dementerat. Båda albumen har i flera länder uppnått guld- och platinastatus. 2009 lanserades Rammsteins sjätte studioalbum, Liebe ist für alle da. Albumet blev även det en stor kommersiell framgång även om det fick en kontroversiell lansering i Tyskland. Liebe ist für alle da indexerades av Bundesprüfstelle für jugendgefährdende Medien, vilket innebar att albumet under en tid enbart var tillgängligt för vuxna att köpa samt att det inte ens fick visas upp i affärer där minderåriga kunde se det. Detta beslut upphävdes den 1 juni 2010. Rammsteins senaste lansering var under 2022, när studioalbumet Zeit släpptes.

## Album

### Studioalbum
| År                                                    | Albuminformation | Högsta listplaceringar | Högsta listplaceringar | Högsta listplaceringar | Högsta listplaceringar | Högsta listplaceringar | Högsta listplaceringar | Högsta listplaceringar | Högsta listplaceringar | Högsta listplaceringar | Högsta listplaceringar | Högsta listplaceringar | Högsta listplaceringar | Högsta listplaceringar | Högsta listplaceringar | Högsta listplaceringar | Högsta listplaceringar | Högsta listplaceringar | Högsta listplaceringar | Högsta listplaceringar | Certifikat |
| År                                                    | Albuminformation | AUS                    | BEL                    | DAN                    | FIN                    | FRA                    | ITA                    | KAN                    | MEX                    | NL                     | NOR                    | NZ                     | POR                    | SCH                    | SPA                    | SVE                    | TYS                    | UK                     | USA                    | ÖST                    | Certifikat |
| ----------------------------------------------------- | --- | ---------------------- | ---------------------- | ---------------------- | ---------------------- | ---------------------- | ---------------------- | ---------------------- | ---------------------- | ---------------------- | ---------------------- | ---------------------- | ---------------------- | ---------------------- | ---------------------- | ---------------------- | ---------------------- | ---------------------- | ---------------------- | ---------------------- | --- |
| 1995                                                  | Herzeleid - Släppt: 18 september 1995 - Skivbolag: Motor Music Records (#529160-2) - Format: CD, kassettband                       | —                      | 96                     | —                      | —                      | 85                     | —                      | —                      | —                      | 77                     | —                      | —                      | —                      | 20                     | —                      | —                      | 6                      | —                      | —                      | 11                     | - Europa: Platina - Tyskland: Platina |
| 1997                                                  | Sehnsucht - Släppt: 25 augusti 1997 - Skivbolag: Motor Music Records (#537304-2) - Format: CD, kassettband                         | 25                     | 50                     | —                      | —                      | 76                     | —                      | —                      | —                      | 28                     | —                      | 23                     | —                      | 3                      | —                      | 17                     | 1                      | —                      | 45                     | 1                      | - Schweiz: 2× platina - Europa: Platina - Kanada: Platina - Tyskland: Platina - USA: Platina - Österrike: Platina - Polen: Guld - Storbritannien: Silver                                                              |
| 2001                                                  | Mutter - Släppt: 2 april 2001 - Skivbolag: Motor Music Records, Universal Music Group (#549639-2) - Format: CD, kassettband, LP    | 10                     | 7                      | 22                     | 7                      | 23                     | —                      | 14                     | —                      | 4                      | 12                     | 12                     | —                      | 1                      | —                      | 2                      | 1                      | 91                     | 77                     | 1                      | - Schweiz: 2× platina - Tyskland: 2× platina - Europa: Platina - Polen: Platina - Belgien: Guld - Danmark: Guld - Finland: Guld - Mexiko: Guld - Norge: Guld - Storbritannien: Guld - Sverige: Guld - Österrike: Guld |
| 2004                                                  | Reise, Reise - Släppt: 29 september 2004 - Skivbolag: Universal Music Group (#9868150) - Format: CD, kassettband, LP               | 19                     | 4                      | 3                      | 1                      | 3                      | —                      | —                      | —                      | 2                      | 4                      | 17                     | 6                      | 1                      | —                      | 2                      | 1                      | 37                     | 61                     | 1                      | - Europa: Platina - Schweiz: Platina - Tyskland: Platina - Österrike: Platina - Danmark: Guld - Finland: Guld - Storbritannien: Guld - Sverige: Guld                                                                  |
| 2005                                                  | Rosenrot - Släppt: 28 oktober 2005 - Skivbolag: Universal Music Group (#9875661) - Format: CD, LP                                  | 44                     | 3                      | 2                      | 1                      | 5                      | 20                     | —                      | —                      | 4                      | 4                      | 38                     | 7                      | 2                      | 9                      | 2                      | 1                      | 29                     | 47                     | 1                      | - Europa: Platina - Schweiz: Platina - Danmark: Guld - Finland: Guld - Polen: Guld - Storbritannien: Silver |
| 2009                                                  | Liebe ist für alle da - Släppt: 19 oktober 2009 - Skivbolag: Universal Music Group, Pilgrim Management (#2723204) - Format: CD, LP | 9                      | 3                      | 1                      | 1                      | 2                      | 14                     | —                      | 4                      | 1                      | 4                      | 15                     | 4                      | 1                      | 5                      | 3                      | 1                      | 16                     | 13                     | 1                      | - Tyskland: 2× platina - Finland: Platina - Schweiz: Platina - Österrike: Platina - Belgien: Guld - Danmark: Guld - Frankrike: Guld - Polen: Guld - Sverige: Guld                                                     |
| 2019                                                  | Rammstein - Släppt: 17 maj 2019 - Skivbolag: Universal Music Group (#0602577493973) - Format: CD, LP                               | 5                      | 1                      | 1                      | 1                      | 1                      | 5                      | 5                      | 3                      | 1                      | 1                      | 18                     | 1                      | 1                      | 2                      | 2                      | 1                      | 3                      | 9                      | 1                      | |
| 2022                                                  | Zeit - Släppt: 29 april 2022 - Skivbolag: Universal Music Group (#0602445623945) - Format: CD, kassettband, LP                     | —                      | —                      | —                      | —                      | —                      | —                      | —                      | —                      | —                      | —                      | —                      | —                      | —                      | —                      | —                      | —                      | —                      | —                      | —                      | |
| "—" betecknar att albumet inte tog sig upp på listan. | |                        |                        |                        |                        |                        |                        |                        |                        |                        |                        |                        |                        |                        |                        |                        |                        |                        |                        |                        | |

### Livealbum
| År                                                    | Albuminformation | Högsta listplaceringar | Högsta listplaceringar | Högsta listplaceringar | Högsta listplaceringar | Högsta listplaceringar | Högsta listplaceringar | Högsta listplaceringar | Högsta listplaceringar | Högsta listplaceringar | Högsta listplaceringar | Högsta listplaceringar | Högsta listplaceringar | Högsta listplaceringar | Högsta listplaceringar | Certifikat                                                        |
| År                                                    | Albuminformation | BEL                    | DAN                    | FIN                    | FRA                    | NL                     | NOR                    | NZ                     | POR                    | SCH                    | SPA                    | SVE                    | TYS                    | USA                    | ÖST                    | Certifikat                                                        |
| ----------------------------------------------------- | --- | ---------------------- | ---------------------- | ---------------------- | ---------------------- | ---------------------- | ---------------------- | ---------------------- | ---------------------- | ---------------------- | ---------------------- | ---------------------- | ---------------------- | ---------------------- | ---------------------- | ----------------------------------------------------------------- |
| 1999                                                  | Live aus Berlin - Släppt: 30 augusti 1999 - Skivbolag: Motor Music Records (#547590-2) - Format: CD, kassettband               | 93                     | —                      | 35                     | 97                     | 43                     | 29                     | 46                     | —                      | 8                      | —                      | 42                     | 1                      | 179                    | 2                      | - Schweiz: Platina - Danmark: Guld - Tyskland: Guld               |
| 2006                                                  | Völkerball - Släppt: 17 november 2006 - Skivbolag: Universal Music Group (#06025170507-7) - Format: CD, CD+DVD                 | 48                     | 9                      | 1                      | 54                     | 7                      | 24                     | —                      | 27                     | 7                      | 22                     | 11                     | 1                      | 147                    | 3                      | - Tyskland: 3× guld - Danmark: Guld - Polen: Guld - Schweiz: Guld |
| 2017                                                  | Rammstein: Paris - Släppt: 19 maj 2017 - Skivbolag: Universal Music Group (#0602557525373) - Format: CD, CD+DVD/blu-ray, vinyl | 2                      | 25                     | 8                      | 3                      | 10                     | 15                     | —                      | 11                     | 3                      | 19                     | 11                     | 1                      | —                      | 3                      | - Tyskland: Guld                                                  |
| "—" betecknar att albumet inte tog sig upp på listan. | |                        |                        |                        |                        |                        |                        |                        |                        |                        |                        |                        |                        |                        |                        |                                                                   |

### Samlingsalbum
| År   | Albuminformation | Högsta listplaceringar | Högsta listplaceringar | Högsta listplaceringar | Högsta listplaceringar | Högsta listplaceringar | Högsta listplaceringar | Högsta listplaceringar | Högsta listplaceringar | Högsta listplaceringar | Högsta listplaceringar | Högsta listplaceringar | Högsta listplaceringar | Högsta listplaceringar | Certifikat                                                                             |
| År   | Albuminformation | BEL                    | DAN                    | FIN                    | FRA                    | NL                     | NOR                    | NZ                     | SCH                    | SPA                    | SVE                    | TYS                    | UK                     | ÖST                    | Certifikat                                                                             |
| ---- | --- | ---------------------- | ---------------------- | ---------------------- | ---------------------- | ---------------------- | ---------------------- | ---------------------- | ---------------------- | ---------------------- | ---------------------- | ---------------------- | ---------------------- | ---------------------- | -------------------------------------------------------------------------------------- |
| 2011 | Made in Germany 1995–2011 - Släppt: 2 december 2011 - Skivbolag: Universal Music Group (#0602527864259) - Format: CD, CD+DVD | 6                      | 6                      | 12                     | 42                     | 18                     | 4                      | 36                     | 5                      | 55                     | 1                      | 1                      | 94                     | 2                      | - Polen: Platina - Tyskland: Platina - Belgien: Guld - Danmark: Guld - Österrike: Guld |

## Samlingsboxar
| År   | Boxinformation                                                                                                  |
| ---- | --- |
| 1998 | Original Single Kollektion - Släppt: 15 december 1998 - Skivbolag: Motor Music Records (#577023-2) - Format: CD |
| 2015 | XXI - Släppt: 4 december 2015 - Skivbolag: Universal Music Group - Format: Dubbel-LP                            |

## Singelskivor

### Singlar
| År                                                    | Titel                   | Högsta listplaceringar | Högsta listplaceringar | Högsta listplaceringar | Högsta listplaceringar | Högsta listplaceringar | Högsta listplaceringar | Högsta listplaceringar | Högsta listplaceringar | Högsta listplaceringar | Högsta listplaceringar | Högsta listplaceringar | Högsta listplaceringar | Högsta listplaceringar | Certifikat                | Album     |
| År                                                    | Titel                   | BEL                    | DAN                    | FIN                    | FRA                    | NL                     | NOR                    | SCH                    | SPA                    | SVE                    | TYS                    | UK                     | USA                    | ÖST                    | Certifikat                | Album     |
| ----------------------------------------------------- | ----------------------- | ---------------------- | ---------------------- | ---------------------- | ---------------------- | ---------------------- | ---------------------- | ---------------------- | ---------------------- | ---------------------- | ---------------------- | ---------------------- | ---------------------- | ---------------------- | ------------------------- | --------- |
| 1995                                                  | "Du riechst so gut"     | —                      | —                      | —                      | —                      | —                      | —                      | —                      | —                      | —                      | —                      | —                      | —                      | —                      |                           | Herzeleid |
| 1996                                                  | "Seemann"               | —                      | —                      | —                      | —                      | —                      | —                      | —                      | —                      | —                      | —                      | —                      | —                      | —                      |                           | Herzeleid |
| 1997                                                  | "Engel"                 | —                      | —                      | —                      | —                      | —                      | —                      | 17                     | —                      | 48                     | 3                      | —                      | —                      | 4                      | - Tyskland: Guld          | Sehnsucht |
| 1997                                                  | "Du hast"               | —                      | —                      | —                      | —                      | —                      | —                      | 33                     | —                      | —                      | 5                      | 186                    | 20                     | 10                     |                           | Sehnsucht |
| 1997                                                  | "Das Modell"            | —                      | —                      | —                      | —                      | —                      | —                      | —                      | —                      | 41                     | 5                      | —                      | —                      | 18                     | Inget album               |           |
| 1998                                                  | "Du riechst so gut '98" | —                      | —                      | —                      | —                      | —                      | —                      | —                      | —                      | —                      | 16                     | —                      | —                      | —                      | Sehnsucht                 |           |
| 1998                                                  | "Stripped"              | —                      | —                      | —                      | —                      | —                      | —                      | 42                     | —                      | —                      | 14                     | —                      | —                      | 27                     | Sehnsucht                 |           |
| 2001                                                  | "Asche zu Asche"        | —                      | —                      | —                      | —                      | —                      | —                      | —                      | —                      | —                      | —                      | —                      | —                      | —                      | Herzeleid                 |           |
| 2001                                                  | "Sonne"                 | 44                     | —                      | 9                      | —                      | 24                     | —                      | 18                     | —                      | 42                     | 2                      | —                      | —                      | 5                      | Mutter                    |           |
| 2001                                                  | "Links 2-3-4"           | —                      | —                      | 15                     | —                      | 60                     | —                      | 65                     | —                      | —                      | 26                     | —                      | —                      | 33                     | Mutter                    |           |
| 2001                                                  | "Ich will"              | —                      | —                      | 19                     | —                      | 52                     | —                      | —                      | —                      | —                      | 29                     | 30                     | —                      | 59                     | Mutter                    |           |
| 2002                                                  | "Mutter"                | 15                     | —                      | 7                      | —                      | 69                     | —                      | —                      | —                      | —                      | 47                     | —                      | —                      | —                      | Mutter                    |           |
| 2002                                                  | "Feuer frei!"           | —                      | —                      | —                      | —                      | 70                     | —                      | —                      | —                      | —                      | 33                     | 35                     | —                      | 28                     | Mutter                    |           |
| 2004                                                  | "Mein Teil"             | 40                     | 6                      | 2                      | 60                     | 15                     | 11                     | 11                     | 1                      | 8                      | 2                      | 61                     | —                      | 6                      | Reise, Reise              |           |
| 2004                                                  | "Amerika"               | 36                     | 2                      | 10                     | 89                     | 16                     | 13                     | 5                      | 9                      | 21                     | 2                      | 38                     | —                      | 3                      | Reise, Reise              |           |
| 2004                                                  | "Ohne dich"             | —                      | 17                     | 13                     | —                      | 30                     | —                      | 42                     | 15                     | —                      | 12                     | —                      | —                      | 38                     | Reise, Reise              |           |
| 2005                                                  | "Keine Lust"            | 7                      | 4                      | 14                     | —                      | 19                     | —                      | 30                     | 5                      | 57                     | 16                     | 35                     | —                      | 25                     | Reise, Reise              |           |
| 2005                                                  | "Benzin"                | 33                     | 3                      | 1                      | 81                     | 25                     | 15                     | 15                     | 3                      | 16                     | 6                      | 58                     | —                      | 11                     | Rosenrot                  |           |
| 2005                                                  | "Rosenrot"              | 12                     | 8                      | —                      | —                      | 43                     | —                      | 59                     | 13                     | 53                     | 28                     | —                      | —                      | 46                     | Rosenrot                  |           |
| 2006                                                  | "Mann gegen Mann"       | 10                     | 5                      | 18                     | —                      | 35                     | —                      | 66                     | —                      | 45                     | 20                     | 59                     | —                      | 42                     | Rosenrot                  |           |
| 2009                                                  | "Pussy"                 | 34                     | 37                     | 1                      | 13                     | 43                     | 16                     | 12                     | —                      | 22                     | 1                      | 95                     | —                      | 4                      | Liebe ist für alle da     |           |
| 2010                                                  | "Ich tu dir weh"        | —                      | —                      | —                      | 41                     | —                      | —                      | —                      | —                      | —                      | —                      | —                      | —                      | 74                     | Liebe ist für alle da     |           |
| 2010                                                  | "Haifisch"              | —                      | —                      | —                      | 50                     | —                      | —                      | —                      | —                      | —                      | 33                     | —                      | —                      | —                      | Liebe ist für alle da     |           |
| 2011                                                  | "Mein Land"             | 28                     | —                      | 14                     | —                      | 88                     | —                      | 21                     | —                      | —                      | 5                      | —                      | —                      | 9                      | Made in Germany 1995–2011 |           |
| 2012                                                  | "Mein Herz brennt"      | 127                    | —                      | —                      | —                      | —                      | —                      | 33                     | —                      | —                      | 7                      | —                      | —                      | 31                     | Mutter                    |           |
| 2019                                                  | "Deutschland"           | 23                     | —                      | 4                      | 100                    | 74                     | —                      | 1                      | —                      | 44                     | 1                      | —                      | —                      | 4                      | Rammstein                 |           |
| 2019                                                  | "Radio"                 | 17                     | —                      | —                      | —                      | —                      | —                      | 17                     | —                      | 100                    | 4                      | —                      | —                      | 13                     | Rammstein                 |           |
| 2019                                                  | "Ausländer"             | —                      | —                      | —                      | —                      | —                      | —                      | 38                     | —                      | —                      | 2                      | —                      | —                      | 29                     | Rammstein                 |           |
| 2022                                                  | "Zeit"                  | —                      | —                      | 17                     | —                      | 96                     | —                      | 2                      | —                      | 80                     | 1                      | 29                     | —                      | —                      | Zeit                      |           |
| 2022                                                  | "Zick Zack"             | —                      | —                      | —                      | —                      | —                      | —                      | —                      | —                      | —                      | —                      | —                      | —                      | —                      | Zeit                      |           |
| 2022                                                  | "Angst"                 | —                      | —                      | —                      | —                      | —                      | —                      | —                      | —                      | —                      | —                      | —                      | —                      | —                      | Zeit                      |           |
| 2022                                                  | "Dicke Titten"          | —                      | —                      | —                      | —                      | —                      | —                      | —                      | —                      | —                      | —                      | —                      | —                      | —                      | Zeit                      |           |
| 2022                                                  | "Adieu"                 | —                      | —                      | —                      | —                      | —                      | —                      | —                      | —                      | —                      | —                      | —                      | —                      | —                      | Zeit                      |           |
| "—" betecknar att singeln inte tog sig upp på listan. |                         |                        |                        |                        |                        |                        |                        |                        |                        |                        |                        |                        |                        |                        |                           |           |

### Radiosinglar
| År   | Titel      | Högsta listplaceringar | Högsta listplaceringar | Album                 |
| År   | Titel      | SCH                    | SVE                    | Album                 |
| ---- | ---------- | ---------------------- | ---------------------- | --------------------- |
| 2009 | "Rammlied" | 28                     | 57                     | Liebe ist für alle da |

### Promosinglar
| År   | Titel                                    | Album                                                       |
| ---- | ---------------------------------------- | ----------------------------------------------------------- |
| 1997 | "Sehnsucht"                              | Sehnsucht                                                   |
| 2005 | "Te quiero puta!"                        | Rosenrot                                                    |
| 2011 | "Waidmanns Heil"/"Liebe ist für alle da" | Liebe ist für alle da                                       |
| 2014 | "Pussy"/"Mein Teil"                      | Liebe ist für alle da ("Pussy"), Reise, Reise ("Mein Teil") |

### Splitsinglar
| År   | Titel                  | Tillsammans med |
| ---- | ---------------------- | --------------- |
| 1997 | "Megalomaniac"/"Engel" | KMFDM           |

## Videoalbum
| År                                                         | Albuminformation | Högsta listplaceringar | Högsta listplaceringar | Högsta listplaceringar | Högsta listplaceringar | Högsta listplaceringar | Högsta listplaceringar | Högsta listplaceringar | Högsta listplaceringar | Högsta listplaceringar | Högsta listplaceringar | Högsta listplaceringar | Högsta listplaceringar | Högsta listplaceringar | Högsta listplaceringar | Högsta listplaceringar | Högsta listplaceringar | Högsta listplaceringar | Certifikat                                                                                  |
| År                                                         | Albuminformation | AUS                    | BEL                    | DAN                    | FIN                    | FRA                    | ITA                    | MEX                    | NL                     | NOR                    | POR                    | SCH                    | SPA                    | SVE                    | TYS                    | UK                     | USA                    | ÖST                    | Certifikat                                                                                  |
| ---------------------------------------------------------- | --- | ---------------------- | ---------------------- | ---------------------- | ---------------------- | ---------------------- | ---------------------- | ---------------------- | ---------------------- | ---------------------- | ---------------------- | ---------------------- | ---------------------- | ---------------------- | ---------------------- | ---------------------- | ---------------------- | ---------------------- | ------------------------------------------------------------------------------------------- |
| 1998                                                       | L'Intégrale - Släppt: 28 september 1998 - Skivbolag: XIII BIS Records (#188318) - Format: VHS, SECAM                        | —                      | —                      | —                      | —                      | —                      | —                      | —                      | —                      | —                      | —                      | —                      | —                      | —                      | —                      | —                      | —                      | —                      |                                                                                             |
| 1999                                                       | Live aus Berlin - Släppt: 30 augusti 1999 - Skivbolag: Motor Music Records (#061071-2) - Format: VHS, DVD                   | —                      | 7                      | —                      | 2                      | —                      | —                      | —                      | —                      | 10                     | —                      | —                      | —                      | —                      | —                      | —                      | 11                     | 10                     | - Tyskland: 2× platina - Schweiz: Platina - Australien: Guld - USA: Guld                    |
| 2001                                                       | Mutter - Släppt: 2001 - Skivbolag: Republic Records, Universal Music Group (#549639-2) - Format: VHS                        | —                      | —                      | —                      | —                      | —                      | —                      | —                      | —                      | —                      | —                      | —                      | —                      | —                      | —                      | —                      | —                      | —                      |                                                                                             |
| 2003                                                       | Lichtspielhaus - Släppt: 8 december 2003 - Skivbolag: Motor Music Records (#986604-0) - Format: DVD                         | —                      | 4                      | —                      | 2                      | —                      | —                      | —                      | —                      | 4                      | —                      | —                      | —                      | 5                      | 25                     | —                      | 7                      | 5                      | - Tyskland: Platina - Frankrike: Guld - Mexiko: Guld - Schweiz: Guld - Storbritannien: Guld |
| 2006                                                       | Völkerball - Släppt: 17 november 2006 - Skivbolag: Universal Music Group (#06025170507-7) - Format: CD+DVD                  | —                      | 1                      | —                      | —                      | —                      | —                      | —                      | —                      | —                      | —                      | —                      | —                      | —                      | —                      | —                      | 3                      | —                      | - Tyskland: 2× platina - Storbritannien: Guld                                               |
| 2012                                                       | Videos 1995–2012 - Släppt: 14 december 2012 - Skivbolag: Universal Music Group (#1883307) - Format: DVD, blu-ray            | —                      | 3                      | —                      | —                      | —                      | —                      | —                      | —                      | —                      | —                      | 2                      | —                      | —                      | 5                      | —                      | —                      | —                      | - Tyskland: Guld                                                                            |
| 2015                                                       | Rammstein in Amerika - Släppt: 25 september 2015 - Skivbolag: Universal Music Group (#0602547267719) - Format: DVD, blu-ray | 2                      | 1                      | 1                      | 1                      | 1                      | 2                      | 1                      | 2                      | —                      | 1                      | 1                      | 1                      | 1                      | 1                      | 1                      | 1                      | 1                      | - Tyskland: 2× platina                                                                      |
| 2017                                                       | Rammstein: Paris - Släppt: 19 maj 2017 - Skivbolag: Universal Music Group (#0602557525373) - Format: CD+DVD/blu-ray         | —                      | —                      | —                      | —                      | —                      | —                      | —                      | —                      | —                      | —                      | 1                      | —                      | —                      | —                      | —                      | —                      | —                      |                                                                                             |
| "—" betecknar att videoalbumet inte tog sig upp på listan. | |                        |                        |                        |                        |                        |                        |                        |                        |                        |                        |                        |                        |                        |                        |                        |                        |                        |                                                                                             |

## Musikvideor
| År   | Titel                              | Regissör(er)                       |
| ---- | ---------------------------------- | ---------------------------------- |
| 1995 | "Du riechst so gut"                | Emanuel Fialik                     |
| 1996 | "Seemann"                          | László Kadar                       |
| 1997 | "Rammstein"                        | Alexander Herzog och Kai Kniepkamp |
| 1997 | "Engel"                            | Hannes Rossacher                   |
| 1997 | "Du hast"                          | Philipp Stölzl                     |
| 1998 | "Du riechst so gut '98"            | Philipp Stölzl                     |
| 1998 | "Stripped"                         | Philipp Stölzl och Sven Budelmann  |
| 1998 | "Sehnsucht"                        | Ian Steward                        |
| 2001 | "Sonne"                            | Jörn Heitmann                      |
| 2001 | "Links 2-3-4"                      | Zoran Bihać                        |
| 2001 | "Ich will"                         | Jörn Heitmann                      |
| 2002 | "Mutter"                           | Jörn Heitmann                      |
| 2002 | "Feuer frei!"                      | Rob Cohen                          |
| 2004 | "Mein Teil"                        | Zoran Bihać                        |
| 2004 | "Amerika"                          | Jörn Heitmann                      |
| 2004 | "Ohne dich"                        | Jörn Heitmann                      |
| 2005 | "Keine Lust"                       | Jörn Heitmann                      |
| 2005 | "Benzin"                           | Uwe Flade                          |
| 2005 | "Rosenrot"                         | Zoran Bihać                        |
| 2006 | "Mann gegen Mann"                  | Jonas Åkerlund                     |
| 2009 | "Pussy"                            | Jonas Åkerlund                     |
| 2009 | "Ich tu dir weh"                   | Jonas Åkerlund                     |
| 2010 | "Haifisch"                         | Jörn Heitmann                      |
| 2011 | "Mein Land"                        | Jonas Åkerlund                     |
| 2012 | "Mein Herz brennt (Piano Version)" | Zoran Bihać                        |
| 2012 | "Mein Herz brennt"                 | Zoran Bihać och Eugenio Recuenco   |
| 2019 | "Deutschland"                      | Specter Berlin                     |
| 2019 | "Radio"                            | Jörn Heitmann                      |
| 2019 | "Ausländer"                        | Jörn Heitmann                      |
| 2022 | "Zeit"                             | Robert Gwisdek                     |
| 2022 | "Zick Zack"                        | Jörn Heitmann                      |
| 2022 | "Angst"                            | Robert Gwisdek                     |
| 2022 | "Dicke Titten"                     | Jörn Heitmann                      |

### Planerade musikvideor
| År   | Titel                                         | Regissör(er)   |
| ---- | --------------------------------------------- | -------------- |
| 1997 | "Das Modell"                                  | Philipp Stölzl |
| 2006 | "Stirb nicht vor mir (Don't Die Before I Do)" | —              |

## Datorspel
| År   | Spelinformation |
| ---- | --- |
| 1997 | Rammstein: Asche zu Asche - Släppt: 1997 - Utvecklare: Oliver Czok - Utgivare: Motor Music Records - Format: CD           |
| 2005 | Rammstein: Benzin - Släppt: 2005 - Utvecklare: — - Utgivare: Universal Music Group, Mercury Records - Format: Adobe Flash |

## Demoutgivningar

### Rammstein (Demo-Version)(1994)
Fyra olika kassettband med samma namn släpptes under 1994 av Motor Music Records.

#### Version 1
Sida A
| Låtnummer | Titel         | Längd |
| --------- | ------------- | ----- |
| 1         | "Der Riecher" | 5:24  |
| 2         | "Rammstein"   | 5:18  |
| 3         | "Seemann"     | 5:57  |

Sida B
| Låtnummer | Titel         | Längd |
| --------- | ------------- | ----- |
| 4         | "Der Riecher" | 5:24  |
| 5         | "Rammstein"   | 5:18  |
| 6         | "Seemann"     | 5:57  |

#### Version 2
Sida A
| Låtnummer | Titel             | Längd |
| --------- | ----------------- | ----- |
| 1         | "Jeder Lacht"     | 3:37  |
| 2         | "Der Riecher"     | 5:24  |
| 3         | "Hallo-Hallo"     | 4:45  |
| 4         | "Weisses Fleisch" | 3:18  |

Sida B
| Låtnummer | Titel            | Längd |
| --------- | ---------------- | ----- |
| 5         | "Rammstein"      | 3:23  |
| 6         | "Schwarzes Glas" | 4:01  |
| 7         | "Seemann"        | 5:57  |
| 8         | "Feuerräder"     | 5:02  |

#### Version 3
| Låtnummer | Titel             | Längd |
| --------- | ----------------- | ----- |
| 1         | "Der Riecher"     | 5:24  |
| 2         | "Hallo Hallo"     | 4:45  |
| 3         | "Weisses Fleisch" | 3:18  |
| 4         | "Rammstein"       | 5:18  |
| 5         | "Schwarzes Glas"  | 4:01  |
| 6         | "Der Seemann"     | 5:57  |

#### Version 4[j]
| Låtnummer | Titel          |
| --------- | -------------- |
| 1         | "Laichzeit"    |
| 2         | "Feuerräder"   |
| 3         | "Asche"        |
| 4         | "Herzeleid"    |
| 5         | "Seemann"      |
| 6         | "Fleisch"      |
| 7         | "Heirate mich" |
| 8         | "Hallo Hallo"  |
| 9         | "Rammstein"    |